# تنازل فيلهلم الثاني

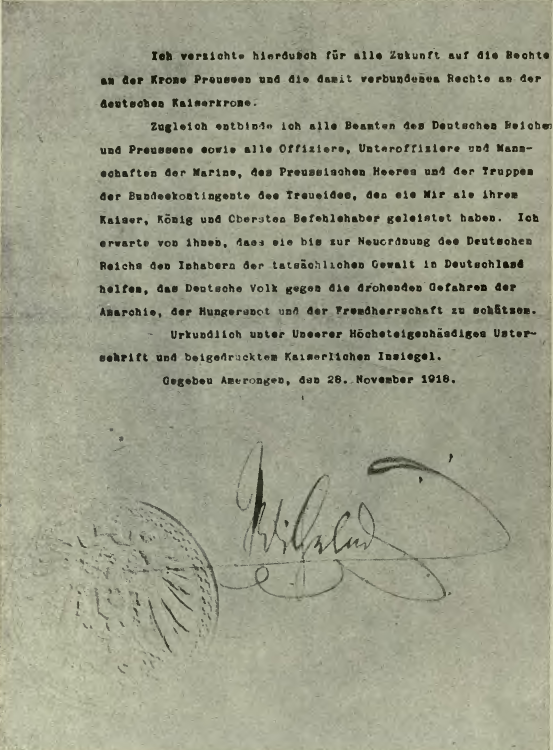
بيان تنحي الإمبراطور فيلهلم الثاني، الموقع في 28 نوفمبر 1918

تنازل القيصر فيلهلم الثاني عن منصبه كإمبراطور ألماني و‌ملك بروسيا في نوفمبر 1918. وأعلن تنحيه عن الحكم الأمير ماكسيميليان، أمير بادن، في 9 نوفمبر، وصدر رسميا بيان فيلهلم الخطي في 28 نوفمبر، الذي أدلى به أثناء وجوده في المنفى في أمرونغن، هولندا. وكان هذا سببا في إنهاء حكم أسرة هوهنتسولرن الذي دام خمسمائة عام على بروسيا ودولة براندنبورغ السلف لها. كان فيلهلم يحكم ألمانيا وبروسيا في الفترة من 15 يونيو 1888 إلى 9 نوفمبر 1918، عندما ذهب إلى المنفى. وفي أعقاب بيان التنحي والثورة الألمانية في الفترة 1918–19، ألغيت طبقة النبلاء الألمان باعتبارهم طبقة محددة قانونا. وعند إصدار دستور فايمار في 11 أغسطس 1919، أعلن أن جميع الألمان متساوون أمام القانون. كما اضطر الأمراء حكام الدول المؤسسة في ألمانيا إلى التخلي عن ألقاب ومجالات ملكيتهم، وكان 22 منها. ومن بين هؤلاء الرؤساء الأميريين، حمل أربعة منهم لقب ملك (König) (ملوك بروسيا، وبافاريا، وساكسونيا، وفورتمبيرغ)، وحمل ستة منهم لقب دوق أكبر (Großherzog)، وحمل خمسة منهم لقب دوق (Herzog)، وحمل سبعة منهم لقب الأمير (الأمير السيادي، Fürst).

## مفاوضات التنازل عن العرش

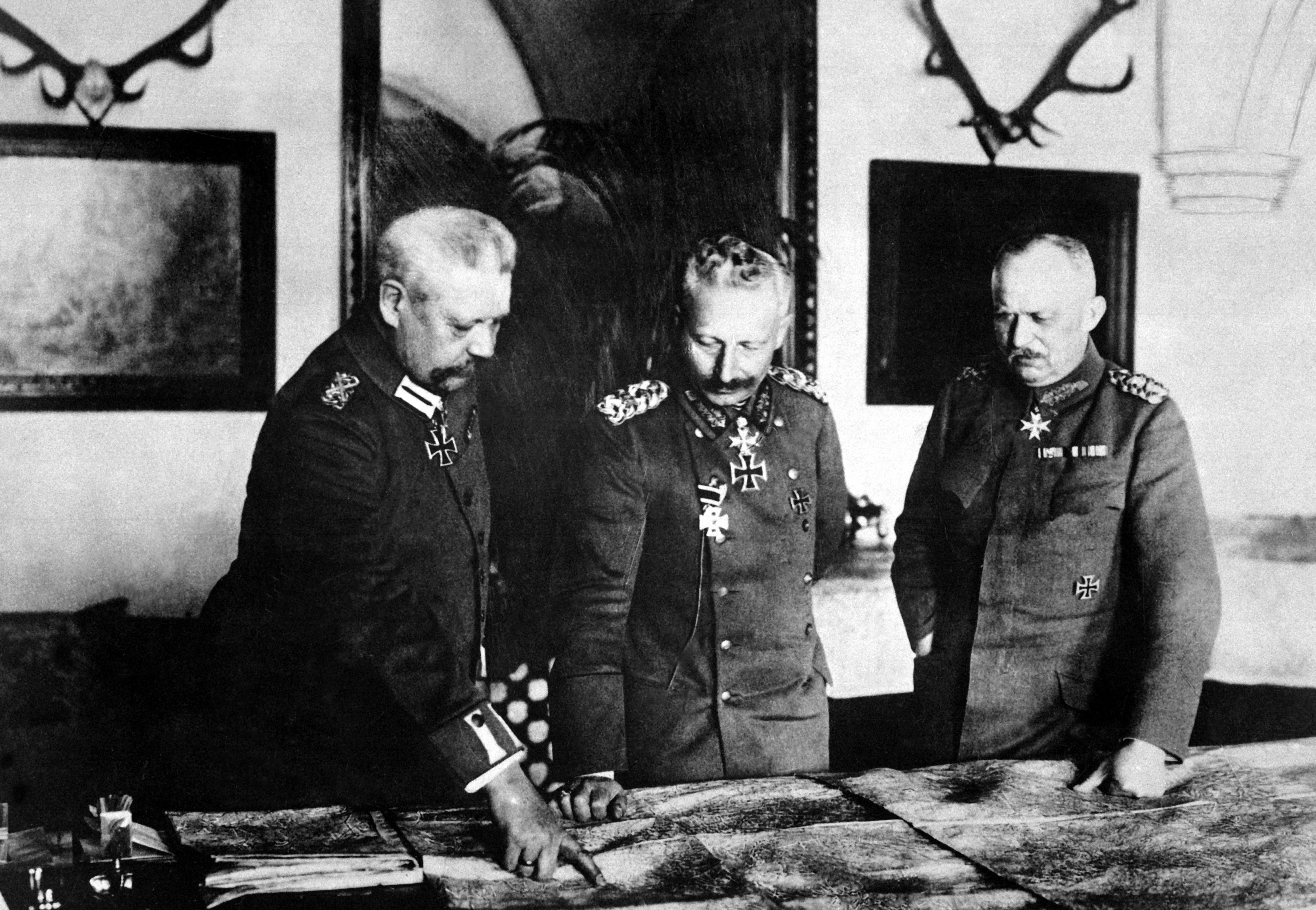
المقر العام الألماني 8 يناير 1917. رئيس الأركان العامة (الجنرال) بول فون هيندنبورغ والقيصر فيلهلم الثاني مع الجنرال إريش لودندورف.

بعد أن أعلنت القيادة العليا للجيش أن الجبهة الألمانية على وشك الانهيار، وطلب التفاوض الفوري على هدنة، استقال مجلس وزراء المستشار غيورغ فون هيرتلينغ في 30 سبتمبر 1918. اقترح هيرتلينغ، بدعم من هاوسمان، والأوبرست هانس بيرند فون هيفتن و‌إريش لودندورف أن يكون الأمير ماكسيميليان من بادن خلفا له وأن يعين فيلهلم الثاني ماكسيميليان مستشارا لألمانيا ووزيرا رئيسا لبروسيا. وعندما وصل ماكسيميليان إلى برلين في 1 أكتوبر، أقنعه الإمبراطور فيلهلم الثاني بتولي المنصب وعينه في 3 أكتوبر 1918. وقد صدرت الرسالة التي تطلب هدنة في 4 أكتوبر، على أمل أن يقبلها رئيس الولايات المتحدة وودرو ويلسون.:44 وفي أواخر أكتوبر، بدا الأمر وكأن المذكرة الثالثة التي قدمها ويلسون تعني ضمنا أن مفاوضات الهدنة سوف تعتمد على تنازل فيلهلم الثاني عن الحكم. وفي 1 نوفمبر، كتب ماكسيميليان إلى جميع أمراء ألمانيا الحاكمين طالبا منهم ما إذا كانوا سيوافقون على تنازل الإمبراطور. وفي 6 نوفمبر، حث ماكسيميليان فيلهلم الثاني على التخلي عن العرش. وكان القيصر، الذي فر من برلين إلى سبا ببلجيكا، مقر قيادة الجيش العليا، على استعداد للنظر في التنازل فقط كإمبراطور، وليس كملك بروسيا.
وفي حوالي 4 نوفمبر، انتشرت وفود من البحارة إلى جميع المدن الكبرى في البلاد. وبحلول 7 نوفمبر، كانت الثورة قد إستولت على جميع المدن الساحلية الكبيرة فضلا عن هانوفر، وبراونشفايغ، وفرانكفورت، وميونيخ.
وفي 7 نوفمبر، اجتمع ماكسيميليان مع فريدريش إيبرت، زعيم الحزب الديمقراطي الاجتماعي في ألمانيا، وناقش خطته للتوجه إلى سبا وإقناع فيلهلم الثاني بالتخلي عن العرش. كان يفكر في الأمير أيتل فريدريش من بروسيا، ابن فيلهلم الثاني، كونه الوصي.:76 ولكن اندلاع الثورة الألمانية في برلين منع ماكسيميليان من تنفيذ خطته. قرر إيبرت أن الحفاظ على السيطرة على الانتفاضة الاشتراكية اضطر الإمبراطور إلى الاستقالة سريعا وأن الحكومة الجديدة مطلوبة.:77 ومع احتشاد الجماهير في برلين، ظهر يوم 9 نوفمبر 1918، أعلن ماكسيميليان من جانب واحد التنازل، ونبذ ولي العهد الأمير فيلهلم.:86

### التنازل والهروب

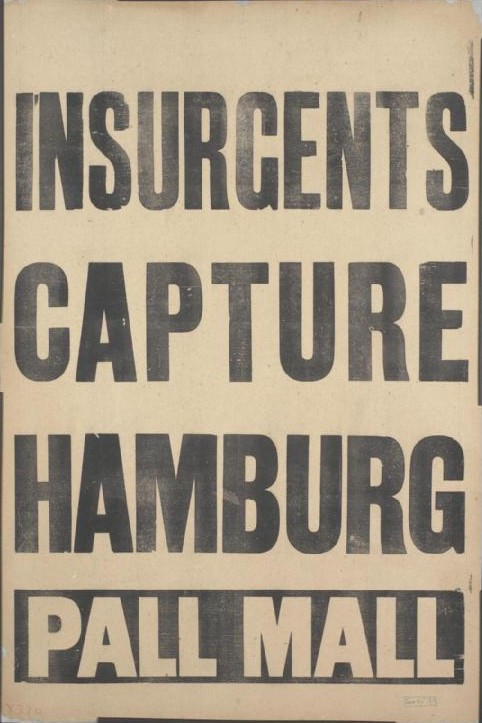

ورغم أن الانتفاضة في برلين تحولت إلى ثورة، فإن فيلهلم لم يستطيع أن يقرر ما إذا كان سيتنازل عن العرش. ولقد أدرك أنه خسر على الأرجح التاج الإمبراطوري، ولكنه كان يأمل في الإبقاء على الملك البروسي، اعتقادا منه بأنه يستطيع الاضطلاع بدور في أي حكومة جديدة باعتباره ملكا لثلثي ألمانيا. ولقد تبين في النهاية أن هذا مستحيل. كان فيلهلم يعتقد أنه حكم كإمبراطور في اتحاد شخصي مع بروسيا. ولكن طبقا لدستور الإمبراطورية الألمانية كانت الإمبراطورية عبارة عن اتحاد كونفيدرالي بين الدول تحت الرئاسة الدائمة لبروسيا. هذا يعني أن التاج الإمبراطوري مرتبط بالتاج البروسي ولا يمكن التخلي عن تاج واحد دون التخلي عن الآخر.
على أمل الحفاظ على الملكية في مواجهة الاضطرابات الثورية المتنامية، أعلن الأمير ماكسيميليان تنازل فيلهلم عن العرش في 9 نوفمبر 1918. أُجبر ماكسيميليان نفسه على الاستقالة في وقت لاحق من نفس اليوم الذي أصبح فيه واضحا أن إيبرت وحده هو الذي يستطيع السيطرة. ولاحقا ذلك اليوم، أعلن أحد أمناء دولة (وزراء) إيبرت، وهو الديمقراطي الاجتماعي فيليب شايدمان، أن ألمانيا جمهورية. ثم أبلغ الجنرال فيلهلم غروينر، الذي حل محل لودندورف، فيلهلم بأن الجيش لن يقاتل حتما لإبقائه على العرش. شعر قائد الجيش والمتعاطف مع الملكية طوال حياته باول فون هيندنبورغ بالالتزام، ومع بعض الإحراج، بنصيحة فيلهلم بالتخلي عن التاج. كان ذلك عندما وافق فيلهلم أخيرا على التنازل. وفي 10 نوفمبر، صعد فيلهلم على متن قطار وذهب إلى المنفى في هولندا، التي ظلت محايدة طوال الحرب.
وتنص المادة 227 من معاهدة فرساي، التي أبرمت في أوائل عام 1919، على محاكمة فيلهلم «بتهمة ارتكاب جريمة ضد الأخلاق الدولية وحرمة المعاهدات». بيد أن ملكة هولندا فيلهلمينا والحكومة الهولندية رفضتا طلب الحلفاء بتسليمه. وكتب الملك جورج الخامس أن ابن عمه كان «المجرم الأكبر في التاريخ»، ولكنه عارض اقتراح رئيس الوزراء ديفيد لويد جورج «شنق القيصر». كما عارض الرئيس الأمريكي وودرو ويلسون تسليمه قائلا إن معاقبة فيلهلم ستزعزع استقرار النظام الدولي وفقد السلام.

## «بيان التنازل»
استقر فيلهلم أولا في آمرونغن، حيث أصدر في 28 نوفمبر بيانا متأخرا بالتنازل عن كل من العروش البروسية والإمبراطورية. كما أطلق سراح جنوده ومسؤوليه في كل من بروسيا والإمبراطورية من قسم الولاء له.
- بيان التنازل. أتخلى عن مطالباتي إلى الأبد إلى عرش بروسيا وإلى العرش الإمبراطوري الألماني المتصل بها. وفي الوقت نفسه، أفرجت عن جميع المسؤولين في الإمبراطورية الألمانية وبروسيا، وكذلك عن جميع الضباط وضباط الصف ورجال البحرية و‌الجيش البروسي، وكذلك عن قوات الولايات الاتحادية في ألمانيا، من قسم الإخلاص الذي منحوني إياه كإمبراطور وملك وقائد عام. وأتوقع منهم أنه إلى حين إعادة النظام في الإمبراطورية الألمانية سوف يساعدون من هم في السلطة الفعلية في ألمانيا، في حماية الشعب الألماني من المخاطر الخطيرة المتمثلة في الفوضى والجوع والحكم الأجنبي. معلن بتوقيعي ومع الختم الإمبراطوري المرفق. آمرونغن، 28 نوفمبر 1918. توقيع ويليام.[8]

## وصلات خارجية
- * The German Emperor as shown in his public utterances
- The German emperor's speeches: being a selection from the speeches, edicts, letters, and telegrams of the Emperor William II
- أعمال أو نبذة عن تنازل فيلهلم الثاني على أرشيف الإنترنت, mostly in German
- Chisholm, Hugh, ed. (1911). "William II. of Germany" . Encyclopædia Britannica (بالإنجليزية) (11th ed.).
- The Last German Emperor, Living in Exile in The Netherlands 1918-1941 على يوتيوب
- Historical film documents on Wilhelm II from the time of World War I at European Film Gateway